# Kirk Haston
Kirk Haston (Lobelville, Tennessee; 10 de marzo de 1979) es un exjugador de baloncesto estadounidense que disputó dos temporadas en la NBA. Con 2,06 metros de estatura, jugaba en la posición de alero.

## Trayectoria deportiva

### Universidad
Haston primeramente asistió al Instituto Perry County en Linden, Tennessee, donde en su año sénior logró el campeonato estatal y fue nombrado Class A "Mr. Basketball". Posteriormente se enroló en la Universidad de Indiana, pasando allí tres años. En su temporada júnior lideró la Big Ten Conference en anotación, y fue incluido en el tercer equipo del All-America y en el mejor quinteto de la conferencia. En su segundo año formó parte del segundo quinteto de la Big Ten, lideró a Indiana en rebotes (8.3) y finalizó segundo en anotación (15.3).

### Profesional
Fue seleccionado en la 16.ª posición del Draft de la NBA de 2001 por Charlotte Hornets. En sus dos temporadas en la liga su concurso fue secundario, jugando 15 partidos en su año rookie y 12 en su segunda campaña, con promedios totales de 1.2 puntos y 1 rebote por encuentro.
En la temporada 2003-04 jugó en Florida Flame de la NBDL, entrenado por el exjugador de la NBA Dennis Johnson. Promedió 16 puntos, 7.9 rebotes y 1.2 tapones y fue elegido en el mejor quinteto de la liga, aunque no pudo finalizar la temporada debido a una lesión en la rodilla derecha.
En 2005 fichó por el Upea Capo D'Orlando de Italia, pero por culpa de las lesiones su estancia fue efímera.

## Estadísticas de su carrera en la NBA

### Temporada regular
| Año     | Equipo      | PJ | PT | MPP | %TC  | %3P  | %TL  | RPP | APP | ROB | TPP | PPP |
| ------- | ----------- | -- | -- | --- | ---- | ---- | ---- | --- | --- | --- | --- | --- |
| 2001-02 | Charlotte   | 15 | 0  | 5.1 | .282 | .000 | .500 | 1.3 | .3  | .0  | .1  | 1.7 |
| 2002-03 | New Orleans | 12 | 0  | 4.8 | .118 | .000 | .500 | .6  | .3  | .0  | .4  | .5  |
| Total   | Total       | 27 | 0  | 5.0 | .232 | .000 | .500 | 1.0 | .3  | .0  | .2  | 1.2 |

### Playoffs
| Año   | Equipo    | PJ | PT | MPP | %TC   | %3P | %TL | RPP | APP | ROB | TPP | PPP |
| ----- | --------- | -- | -- | --- | ----- | --- | --- | --- | --- | --- | --- | --- |
| 2002  | Charlotte | 2  | 0  | 2.0 | 1.000 | –   | –   | .5  | .0  | .5  | .0  | 1.0 |
| Total | Total     | 2  | 0  | 2.0 | 1.000 | –   | –   | .5  | .0  | .5  | .0  | 1.0 |